# Cavallo di Sable Island
Il cavallo di Sable Island (Sable Island horse in lingua inglese) è una razza equina inselvatichita sviluppatasi in Canada, per la precisione sull'isola di Sable Island, al largo della costa della Nuova Scozia. Il primo cavallo venne liberato sull'isola nel tardo 18º secolo, divenendo ben presto selvatico. In seguito altri esemplari vennero importati sull'isola sia per uso privato, sia per essere macellati, cosa che li mise a rischio di estinzione negli anni Cinquanta del 20º secolo. Durante uno studio del 2018 si registrò sull'isola una popolazione di circa 500 esemplari.
Nel 1960, il Governo canadese emanò una legge per proteggere questi cavalli e mantenerli allo stato brado. Nel 2007, un'analisi genetica concluse che la razza si era sufficientemente distinta geneticamente dalle altre da meritare la tutela e la conservazione.

## Caratteristiche
Anche se, a causa della loro piccola stazza, di frequente ci si riferisce a questi cavalli chiamandoli "pony di Sable Island", questa razza presenta un fenotipo tipico dei cavalli. Alti in genere dai 132 ai 142 centimetri, gli esemplari maschi pesano in media 360 chilogrammi contro i 300 chilogrammi delle femmine. Queste misure ridotte sono dovute alla loro dieta povera, poiché sull'isola non cresce molta vegetazione. Fisicamente ricordano il cavallo iberico, con colli arcuati e groppe inclinate. Nel complesso sono tarchiati, con metacarpi corti che consentono loro di muoversi facilmente sulla sabbia e sul terreno accidentato. Questa razza presenta mantello, criniere e code ispide, soprattutto durante l'inverno. Il mantello è di solito scuro, ma non mancano esemplari bianchi. Hanno naturalmente un'andatura ambio.
Per via dell'assenza di predatori, gli esemplari anziani muoiono spesso di fame poiché perdono i loro denti esposti per lungo tempo all'azione erosiva della sabbia.

## Storia
Sable Island è una stretta isola a forma di mezzaluna lunga 42 km e situata a circa 300 km a sudest dalle coste della Nuova Scozia. Sebbene leggende popolari raccontino di come i cavalli siano giunti qui a bordo di navi naufragate o introdotti nel 16º secolo da esploratori portoghesi, non esistono fonti storiche o evidenze genetiche a supporto di questa tesi. In realtà i cavalli vennero introdotti sull'isola per la prima volta nel 18º secolo: si ha notizia ad esempio degli esemplari portati a Sable Island dal reverendo di Boston Andrew Le Mercier nel 1737.
I cavalli presenti oggi, secondo molti storici e scienziati, discendono da esemplari introdotti sull'isola dai Britannici durante la Grande deportazione degli acadiani. I cavalli acadiani a loro volta erano discendenti di esemplari trasportati in nave dalla Francia di razza bretone, andalusa e cob normanna, in seguito incrociati con cavalli provenienti dal New England.
Dopo che il Governo della Nuova Scozia edificò nel 1801 una struttura per ospitare del personale sull'isola, quest'ultimo addestrò alcuni cavalli per trasportare dell'equipaggiamento. Saranno proprio alcuni addetti dello staff a registrare ufficialmente l'arrivo a Sable Island di uno stallone di nome Jolly, che visse sull'isola dal 1801 al 1812. Nella prima metà del 19º secolo altri esemplari di Purosangue inglese, Morgan e Clydesdale vennero portati sull'isola, nella speranza che dagli incroci nascessero cavalli con caratteristiche superiori, per poterli rivendere a prezzi più alti.
Tra la fine del 19° e l'inizio del 20º secolo, i cavalli di Sable Island vennero periodicamente catturati per essere allevati dagli isolani o portati sulla terraferma, dove venivano venduti o macellati per farne cibo per cani. Negli anni Cinquanta del 20º secolo questa razza era a rischio di estinzione, così il Governo canadese intervenne stabilendo per legge che nessuno potesse più catturare, allevare o vendere i cavalli di Sable Island.